# Temnida
Temnida là một chi nhện trong họ Anyphaenidae.